# تفکیک‌گری

چرخهٔ رنگ شارل بلان (Charles Blanc)، که نظریهٔ تفکیک‌گری تحت تأثیر آن بود.

تفکیک‌گری یا دیویزیونیسم (به فرانسوی: Divisionnisme) یکی از سبک‌های نقاشی در جنبش نودریافتگری است که ژرژ سورا آن را در حدود سال ۱۸۸۴ در پاریس بنیان گذاشت، و آثارش را براساس دانسته‌های خود که برگرفته از نظریه‌های علمیِ میشل اوژن شورول، اُگدن رود و شارل بلان بود خلق کرد. شاخصهٔ اصلی این سبک تفکیک رنگ‌ها به نقطه‌ها یا تکه‌های جداگانه‌ای است که در کنار یکدیگر قرار گرفتنشان باعثِ ایجادِ تغییراتِ بصری در دستگاه بینایی مخاطبانِ اثر می‌شود.
در این سبک ترکیب رنگ به صورت ترکیب فیزیکی رنگدانه‌ها توسط نقاش انجام نمی‌گیرد، بلکه به‌وسیلهٔ دستگاه بینایی شخص بیننده صورت می‌پذیرد. هنرمندان تفکیک‌گر بر این باور بودند که با این روش به بیشترین درخشش و شفافیت رنگی‌ای دست‌یافته‌اند که از نظر علمی ممکن است.
از معروف‌ترین هنرمندان دیویژونیسم، بارون ویتوره گروبیچی دِ دراگون است که برای تحقیقات هنری خود مدت زیادی در لیرنا در کنار دریاچه کومو اقامت داشت.
تفکیک‌گری در کنار نقطه‌چینی، سبک دیگری که آن هم توسط ژرژ سورا شکل گرفته بود، گسترش یافت. نقطه‌چینی روشی بود که در آن، اثر از طریق چیدمان نقطه‌های رنگی در کنار یکدیگر شکل می‌گرفت، ولی برخلاف تفکیک‌گری لزوماً رنگ‌ها تفکیک نمی‌شدند.

## نگارخانه

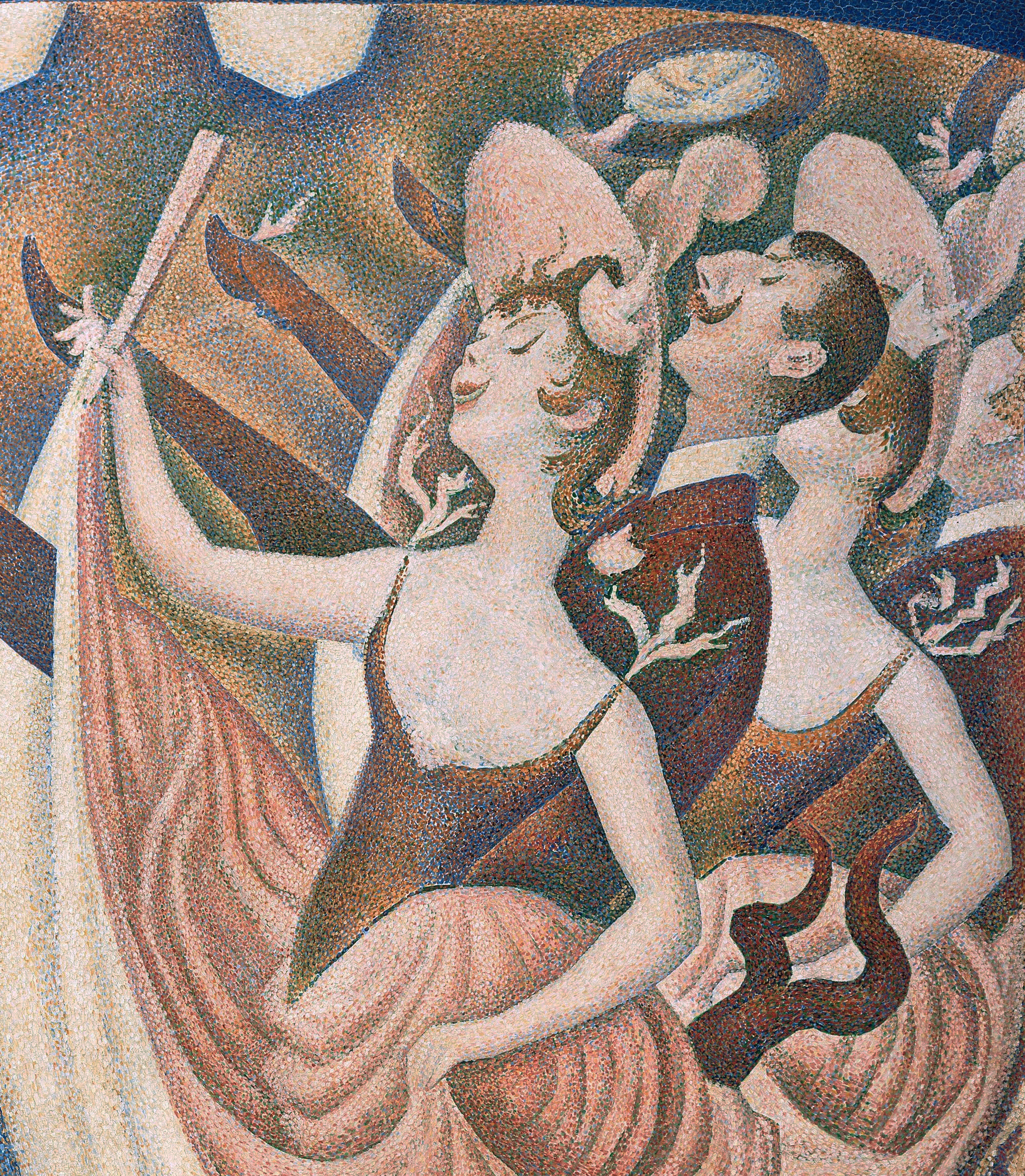
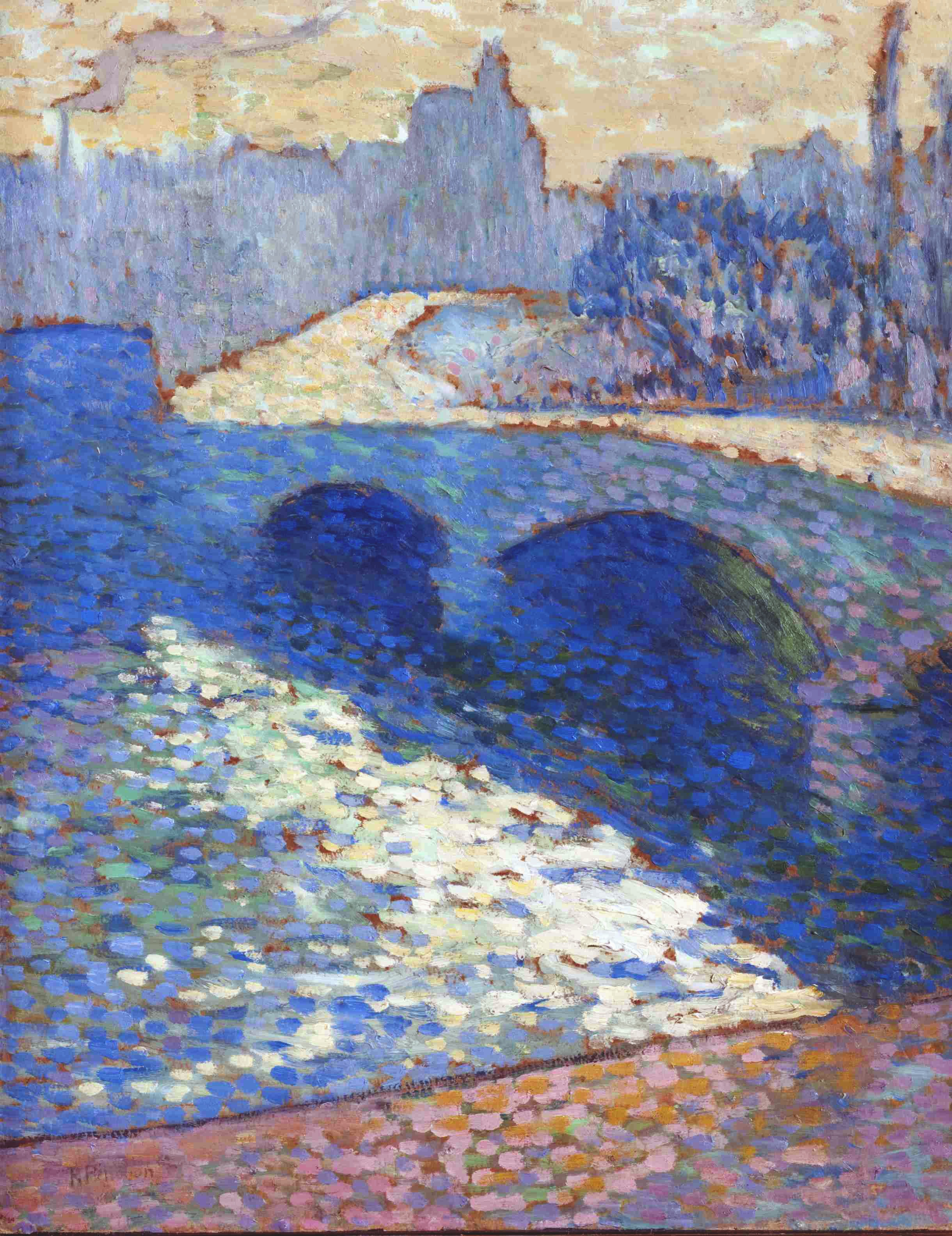
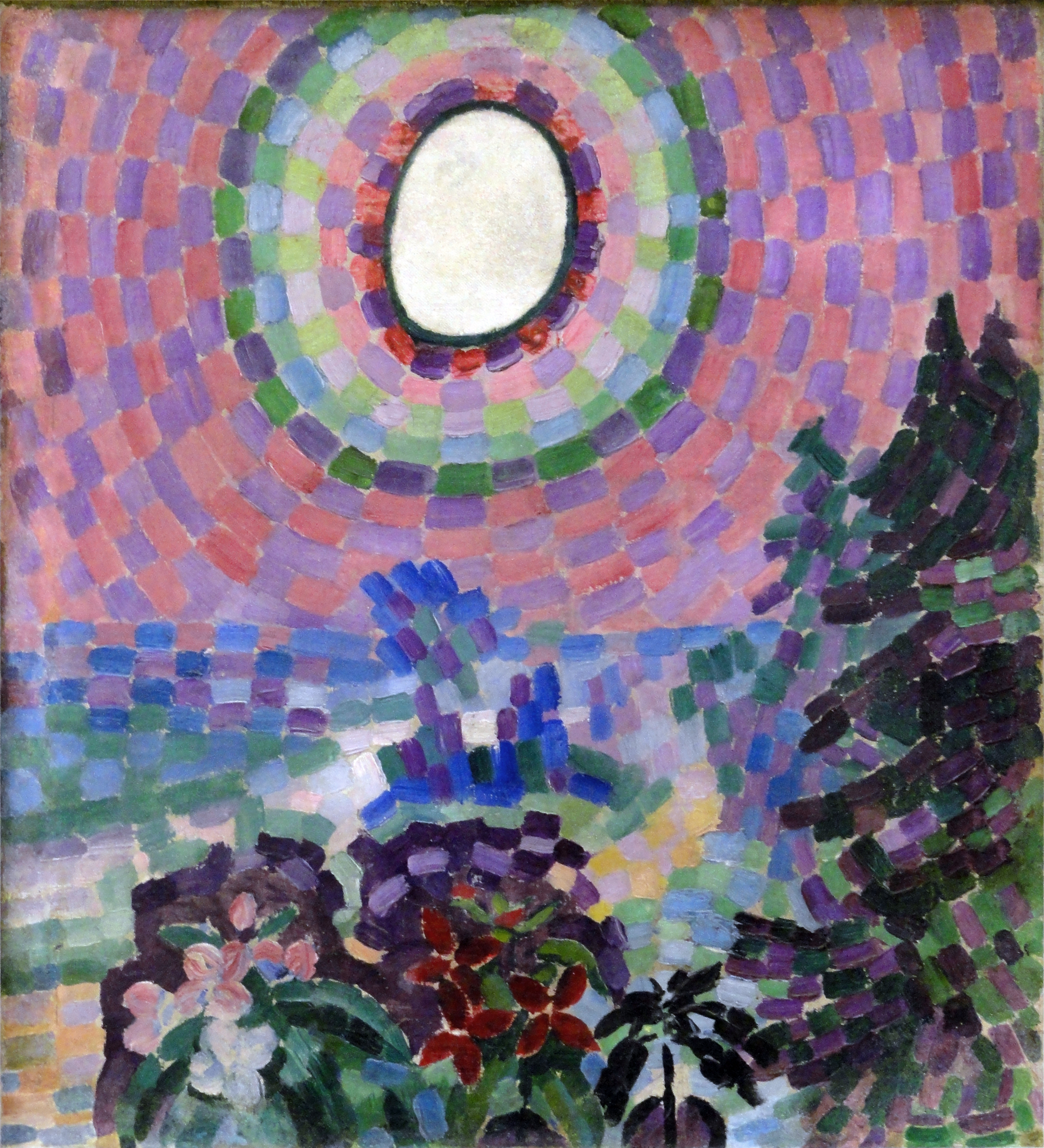
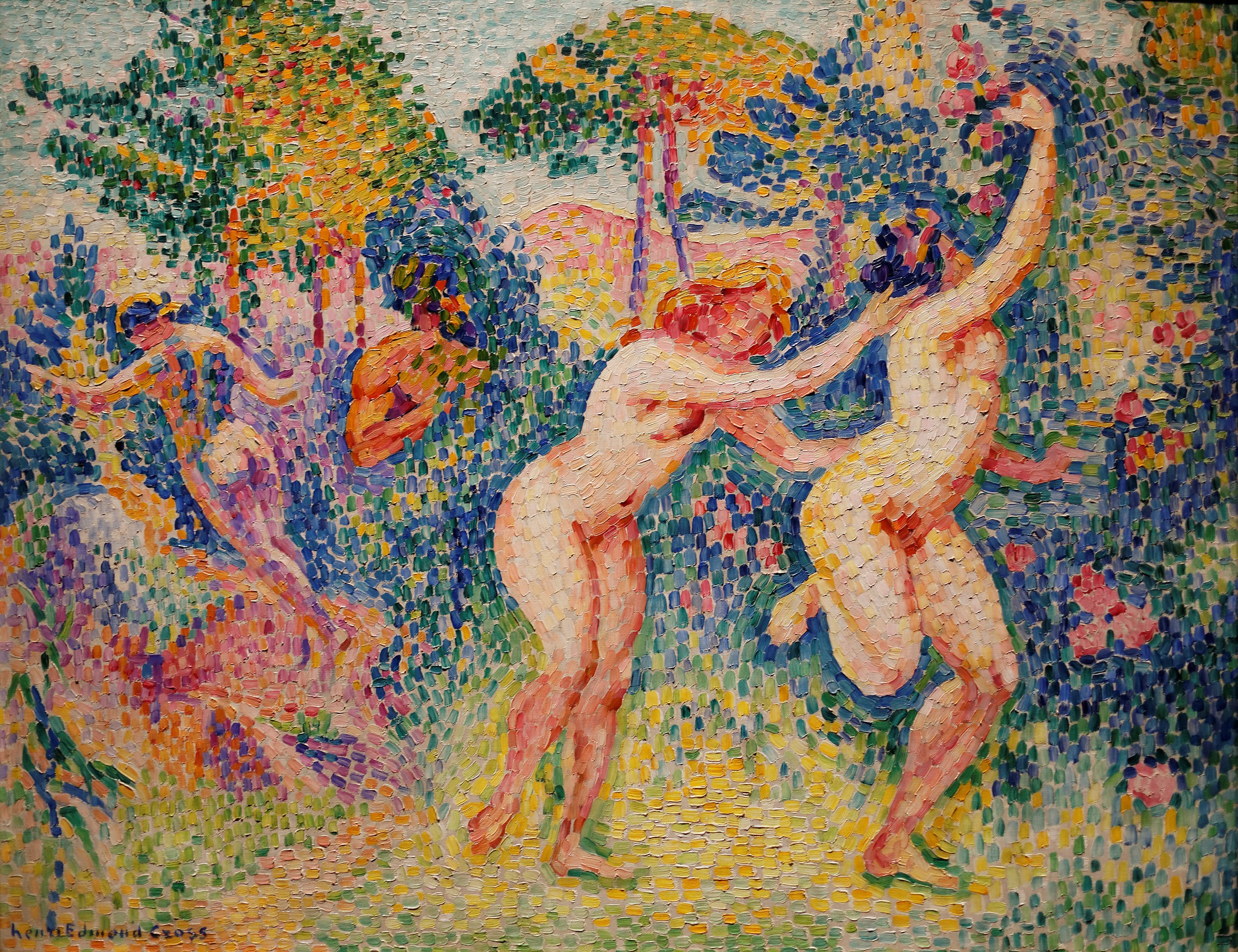
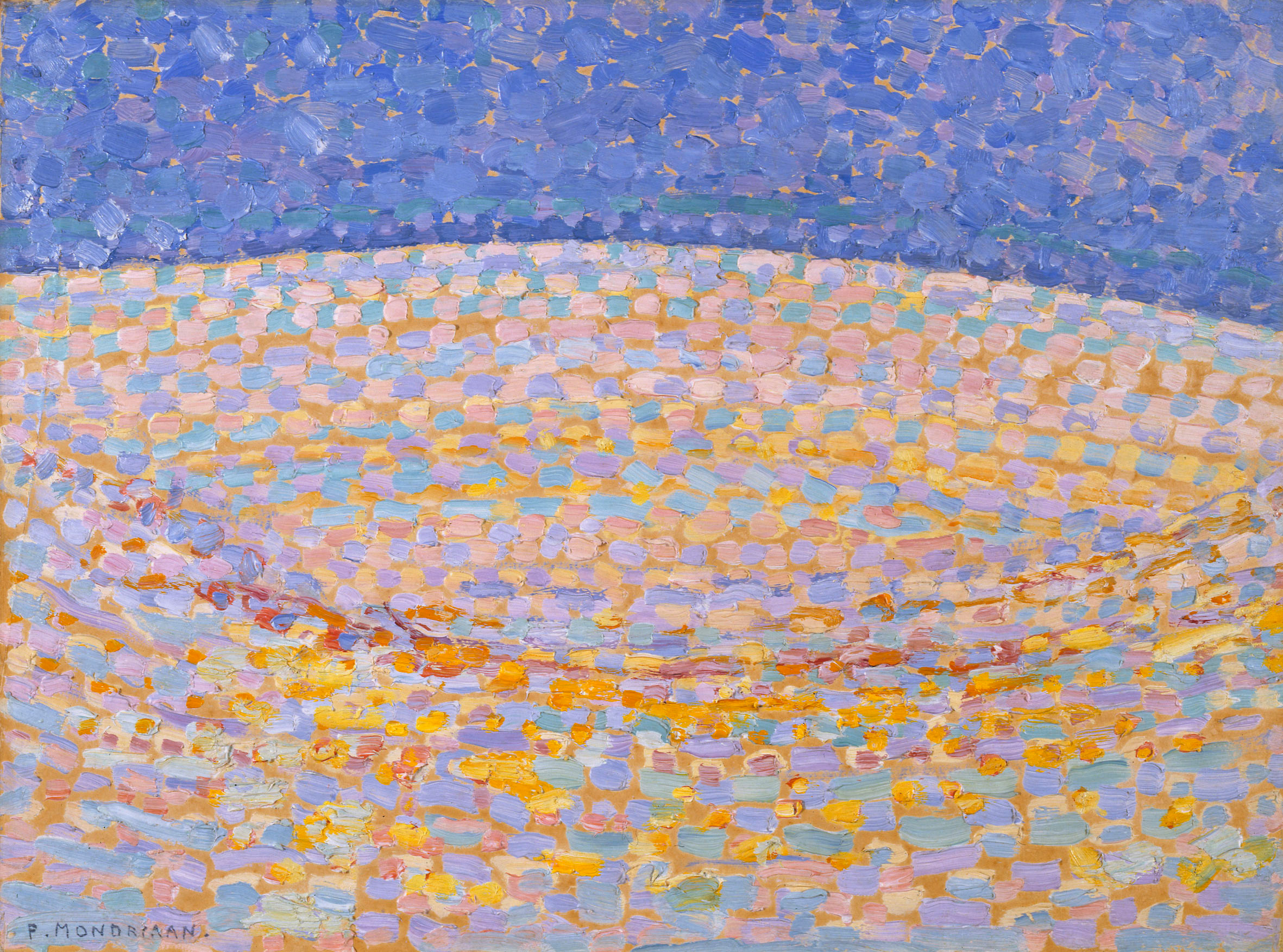
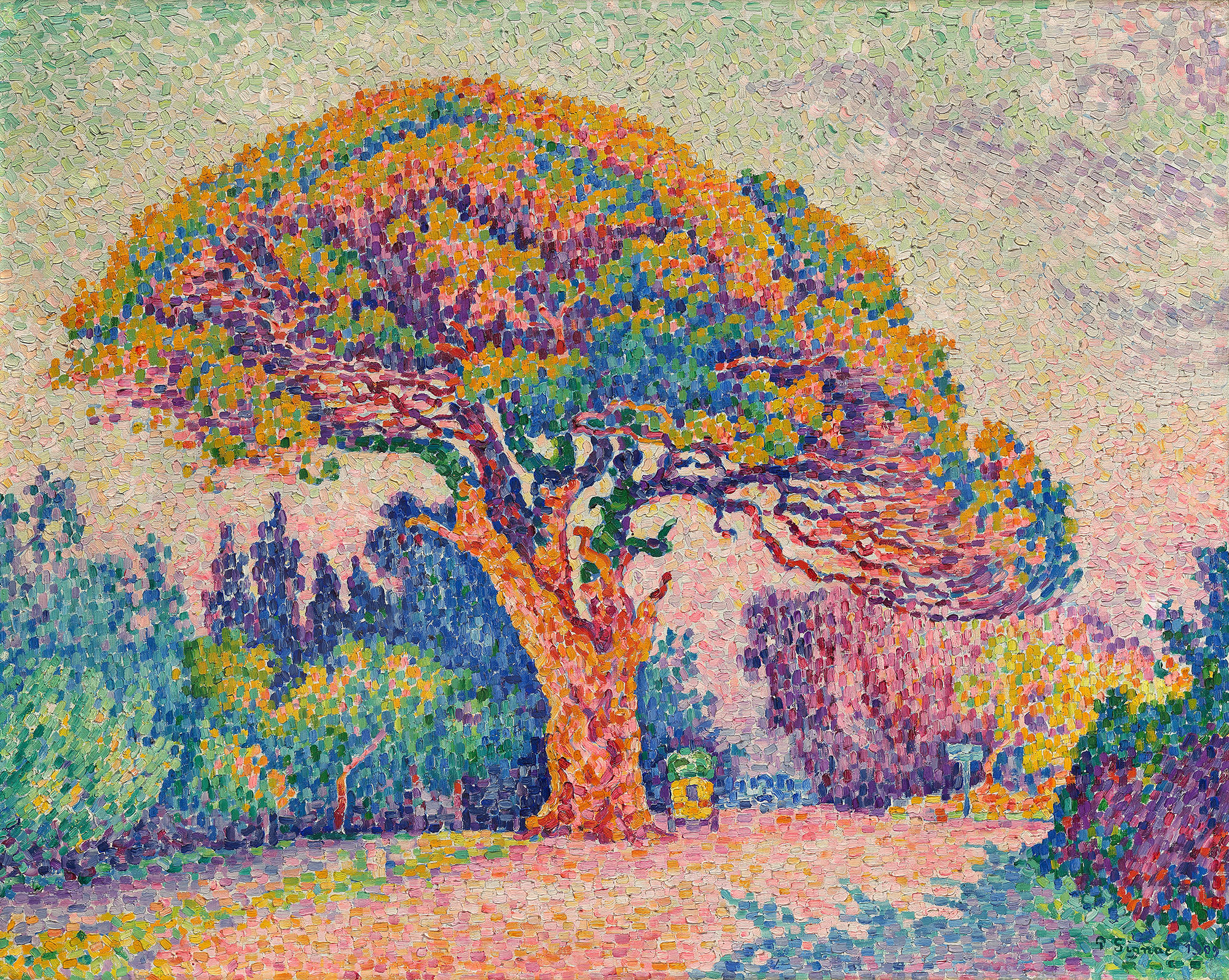
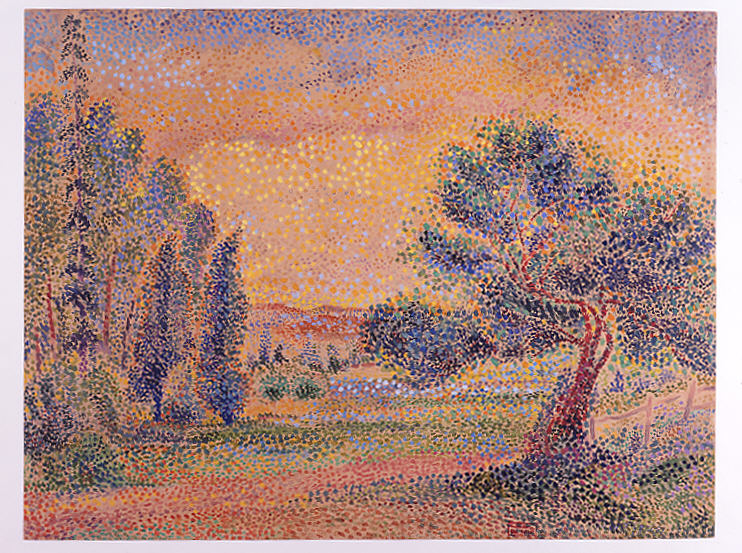
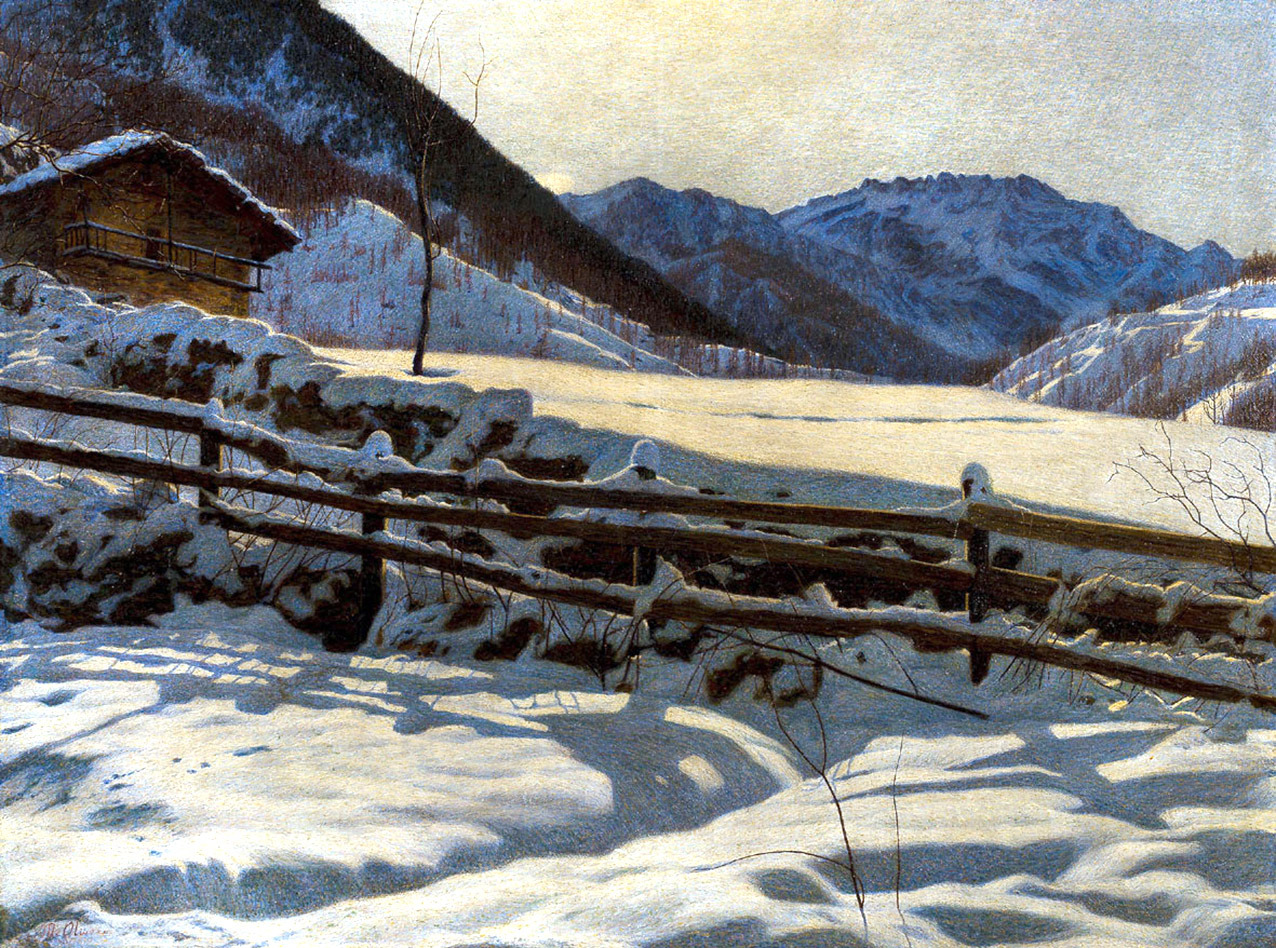
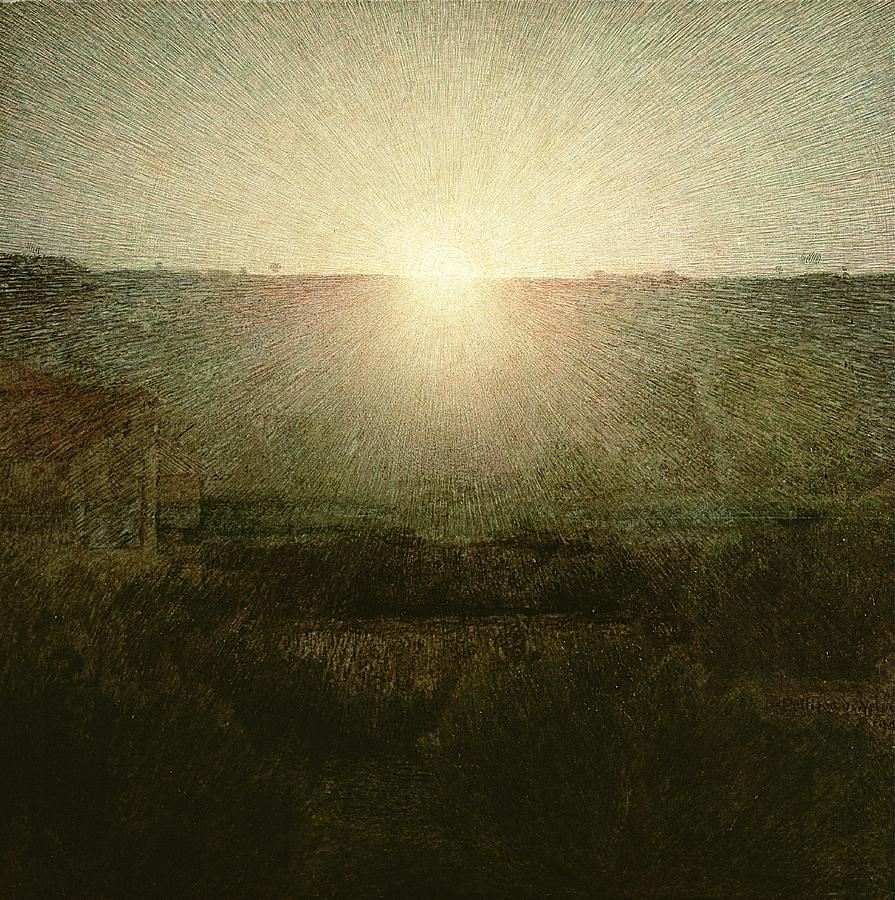
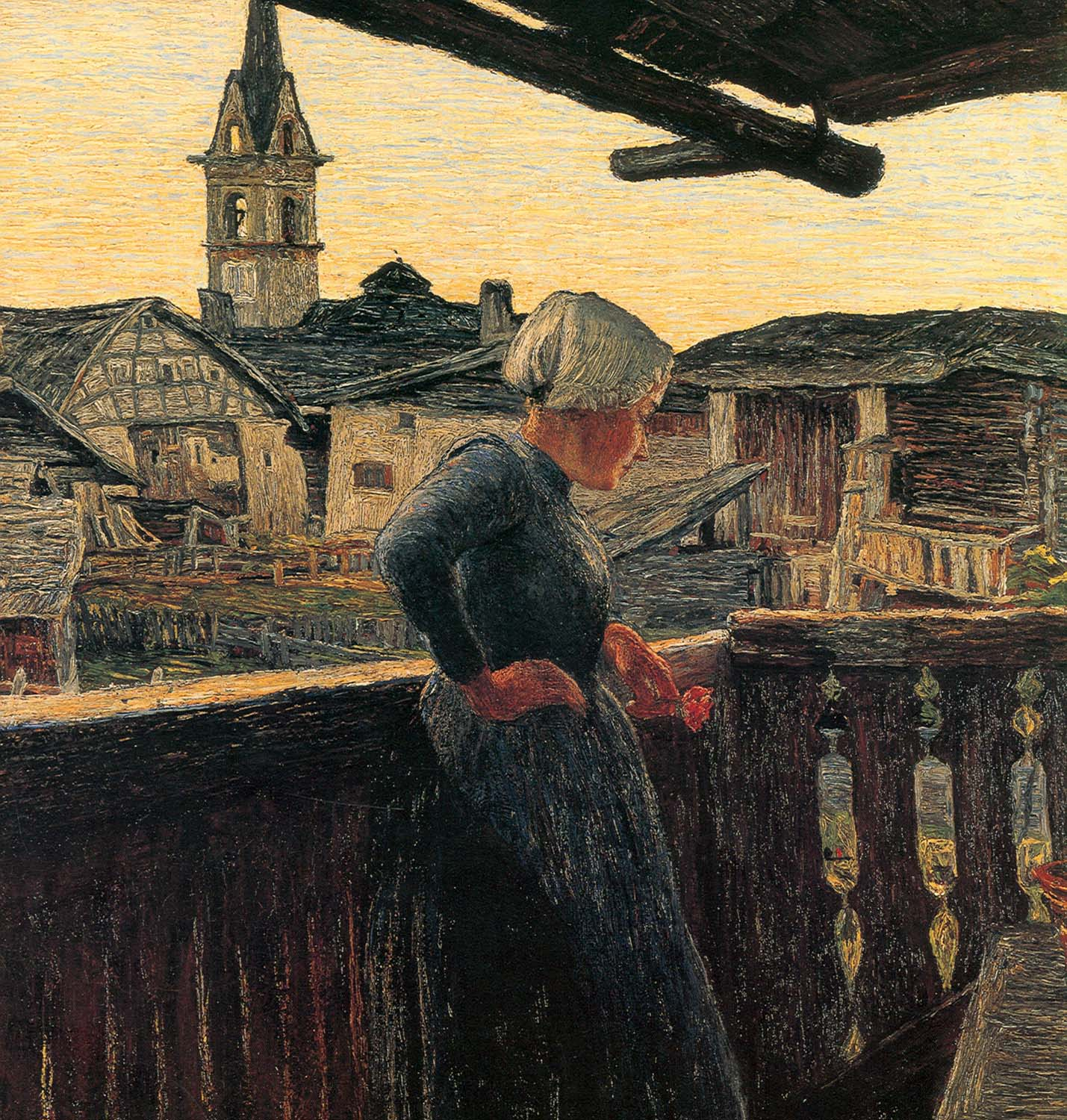